# Lê Quang Bốn
Lê Quang Bốn (sinh năm 1968) là một tướng lĩnh của lực lượng Công an nhân dân Việt Nam hàm Trung tướng. Ông hiện giữ chức vụ Bí thư Đảng ủy, Hiệu trưởng Trường Đại học Phòng cháy Chữa cháy

## Tiểu sử
Lê Quang Bốn sinh năm 1968, quê quán xã Nam Thanh, huyện Nam Trực, tỉnh Nam Định.
Lê Quang Bốn có bằng Tiến sĩ chuyên ngành Quản lí kinh tế.
Ông bảo vệ thành công luận án tiến sĩ chuyên ngành quản lí kinh tế vào ngày 16 tháng 4 năm 2016 với đề tài "Phát triển doanh nghiệp vừa và nhỏ Việt Nam trong quá trình tái cấu trúc nền kinh tế" tại Học viện Khoa học Xã hội, Viện Hàn lâm Khoa học xã hội Việt Nam. Lúc này ông đang giữ chức vụ Phó hiệu trưởng Trường Đại học Phòng cháy chữa cháy.
Tính đến tháng 8 năm 2018, Lê Quang Bốn đã có hơn 33 năm học tập, công tác tại Trường Đại học Phòng cháy Chữa cháy.
Ngày 30 tháng 8 năm 2018, Đại tá, Tiến sĩ, Lê Quang Bốn, Phó hiệu trưởng Trường Đại học Phòng cháy Chữa cháy, được Thứ trưởng Bộ Công an Nguyễn Văn Thành trao Quyết định số 3923/QĐ-BCA ngày 03/8/2018 của Bộ trưởng Bộ Công an Tô Lâm bổ nhiệm giữ chức vụ Hiệu trưởng trường này.
Chiều ngày 20 tháng 12 năm 2018 tại Hà Nội, Lê Quang Bốn được Thượng tướng Tô Lâm trao Quyết định của Chủ tịch nước thăng cấp bậc hàm từ Đại tá lên Thiếu tướng.
Ngày 30/3/2022, ông Lê Quang Bốn được Hội đồng Giáo sư Nhà nước công bố quyết định và Giấy Chứng nhận đạt tiêu chuẩn chức danh Phó Giáo sư năm 2021 ngành Khoa học An ninh. 
Ngày 22/11/2022, Thiếu tướng, PGS.TS Lê Quang Bốn được Thứ trưởng Bộ Công an Trần Quốc Tỏ trao quyết định điều động giữ chức vụ Giám đốc Học viện Cảnh sát nhân dân.
Ngày 7/1/2023, Thiếu tướng Lê Quang Bốn được Đại tướng Tô Lâm thừa ủy quyền của chủ tịch nước trao Quyết định thăng cấp bậc hàm Trung tướng
Ngày 17/1/2023, Trung tướng Lê Quang Bốn được điều động, giữ chức vụ Hiệu trưởng Trường Đại học PCCC

## Lịch sử thụ phong cấp bậc hàm
| Năm thụ phong | –        | –        | –         | 2014   | 2018        | 2023        |
| ------------- | -------- | -------- | --------- | ------ | ----------- | ----------- |
| Quân hàm      |          |          |           |        |             |             |
| Cấp bậc       | Thiếu tá | Trung tá | Thượng tá | Đại tá | Thiếu tướng | Trung tướng |